# Гусев, Юрий Дмитриевич
Ю́рий Дми́триевич Гу́сев (1922—1985) — советский ботаник, специалист по адвентивным растениям таёжной зоны Европейской части СССР.

## Биография
Родился в Петрограде 12 февраля 1922 года в семье рабочего. Окончив школу в 1940 году, в октябре был призван на службу. Служил на Северо-Западном, затем на Волховском фронтах, был командиром отделения. В апреле 1942 году получил тяжёлое ранение, после чего демобилизован по инвалидности. С октября 1942 года по февраль 1945 года получал образование в Самаркандском медицинском институте, затем вновь призван в армию. По окончании войны, в 1946 году, поступил на географический факультет ЛГУ, окончил его в 1951 году под руководством Александра Александровича Корчагина.
Работал в должности младшего научного сотрудника в Молдавском филиале АН СССР. С декабря 1951 года — в заочной аспирантуре Ботанического института АН СССР под руководством Сергея Яковлевича Соколова. До 1953 года заведовал древесным интродукционным питомником ботанического сада Молдавского филиала Академии наук. С 1953 года обучался в аспирантуре в БИН, в 1956 году получил степень кандидата биологических наук, защитив двухтомную диссертацию по теме «Древесные и кустарниковые экзоты Молдавской ССР и Заднестровья Одесской области».
В 1958 году принимал участие в общесоюзной экспедиции на Памир по поискам снежного человека, привёз богатый гербарный материал.
До 1969 года Юрий Дмитриевич работал в Ботаническом саду в Ленинграде, затем — в лаборатории систематики и географии высших растений Ан. А. Фёдорова.
Юрий Дмитриевич участвовал в написании многотомного издания «Деревья и кустарники СССР», обработал род Амарант для «Флоры СССР». В 1975 году он озвучил доклад по адвентивным растениям таёжной зоны Северо-Западной России на Международном ботаническом конгрессе в Ленинграде.
Скончался 2 марта 1985 года, похоронен на Южном кладбище Санкт-Петербурга.

## Некоторые научные работы
- Гусев, Ю. Д. Растения Кавказа и Крыма в альпинарии Ботанического сада БИН АН СССР. — М.—Л., 1962. — 84 с.